# Église Saint-Julien de Serres-Castet
Pour les articles homonymes, voir Église Saint-Julien et Saint Julien.
L'église Saint-Julien de Serres-Castet est une église catholique française. Elle est située sur le territoire de la commune de Serres-Castet, dans le département des Pyrénées-Atlantiques, en région Nouvelle-Aquitaine.

## Situation
L'église se trouve dans la partie haute de la commune de Serres-Castet, en Béarn. Elle dépend de l'archidiocèse de Bordeaux et de la paroisse Sainte-Croix-des-Lacs.

## Histoire
L'église fut construite entre le XIe siècle et le XIVe siècle.
À la fin du XIe siècle une chapelle est mise en place. Celle-ci constitue aujourd'hui l’absidiole sud de l’église. Au XIVe siècle, le chœur et la nef de l’église de style gothique sont ajoutés à l'absidiole. En 1445, l'église est en ruine puis elle a été reconstruite. Elle a cependant été incendié en 1776, 1820 et 1905. L'absidiole, le chœur et la base du clocher ont eu résisté aux feux. Elle a été restaurée plusieurs fois, en 1956, 1982, 1987, 1994 et 1997.

## Description

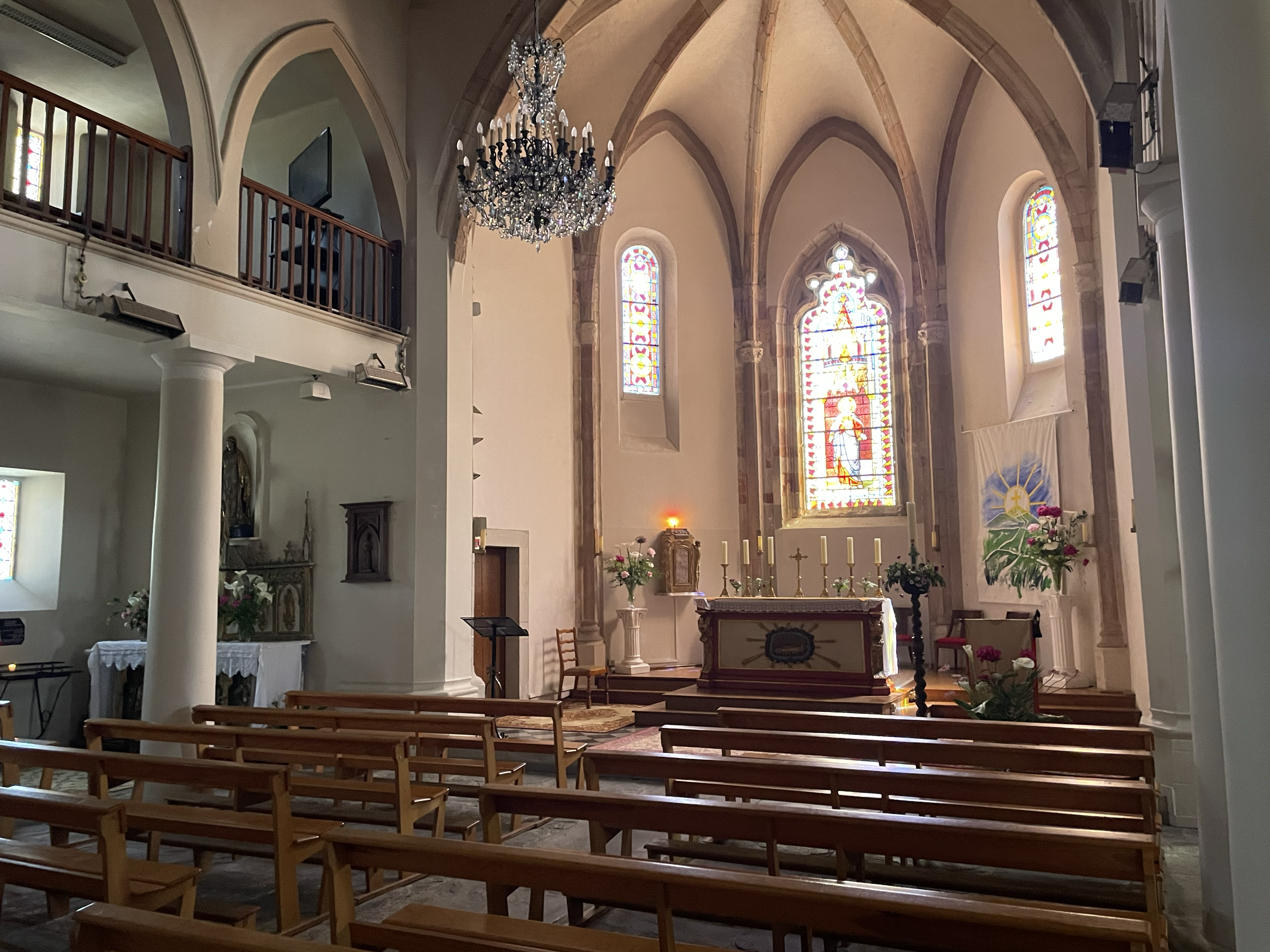
Intérieur de l'église Saint-Julien

L'église actuelle est composée d'une nef et d'un chœur datant du XIVe siècle de style gothique et d'une absidiole de style roman datant du XIe siècle.

## Le marteau de Saint-Julien

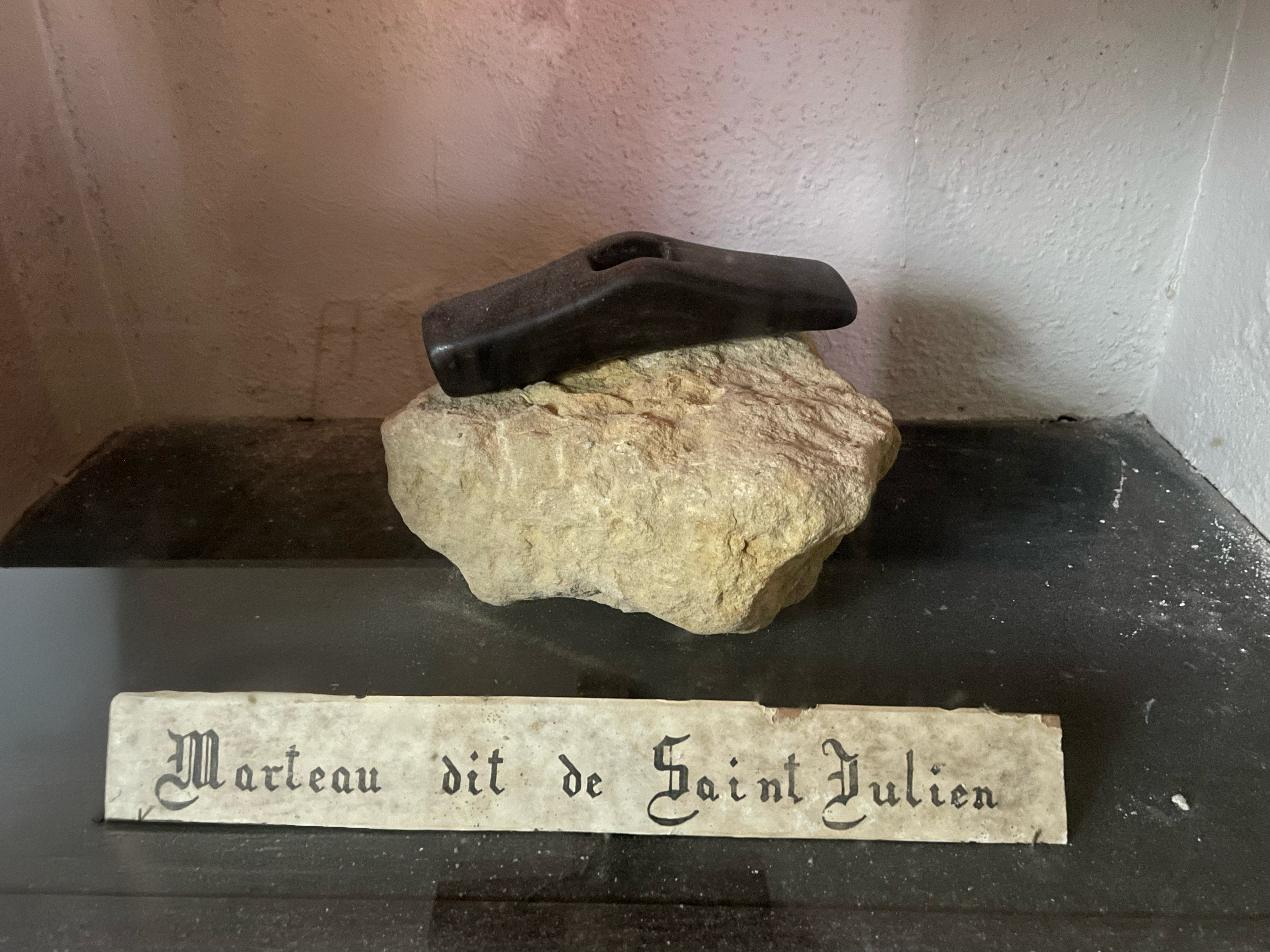
Marteau de Saint-Julien

D'après la tradition, le marteau de Saint-Julien aurait été trouvé dans le Pont Long à une époque indéterminée. Il fut alors attribué à l'église Saint-Julien de Lescar et fut porté dans cette commune. Cependant les fidèles de Serres-Castet constatèrent à leur retour que le marteau était revenu à sa place dans l'église de Serres-Castet, tout seul. Ce prodige est raconté pour la première fois en 1786, par Bonnecaze. Serres-Castet devint alors durant le XVIIIe siècle et le XIXe siècle un lieu important de pèlerinages. On lui attribuait alors des vertus miraculeuses. Selon Alexis Peyret, un homme politique natif de la ville, le marteau "guérit tout".
Aujourd'hui, il repose dans une niche du mur ouest de l'église Saint-Julien de Serres-Castet et est protégé par une vitre inviolable.